# 아미 (유튜버)
아미(본명: 임아람, 1993년 1월 28일~)은 대한민국의 먹방 인터넷 방송인이다.
대한민국의 먹방 유튜버이자 아프리카 BJ이다. 구수한 경상도 사투리가 특징이며, 대식가이다. 음식을 먹으며 리뷰를 하는 먹방이 주요 컨텐츠이다. 2019년 1월 18일 아프리카에서 첫 방송을 시작하였으며, 유튜브 첫 영상은 2019년 3월에 시작하였다.
아프리카는 주 월, 목 방송을 시작, 유튜브는 주 월, 수, 금 3회 영상이 업데이트 되며 개인사정상 방송이나 영상을 못올릴 시에는 커뮤니티에 공지로 남긴다. 유튜브 라이브는 매월 마지막주 일요일에 한다.